# 克雷赫山
47°33′09″N 10°49′26″E / 47.552607°N 10.824015°E

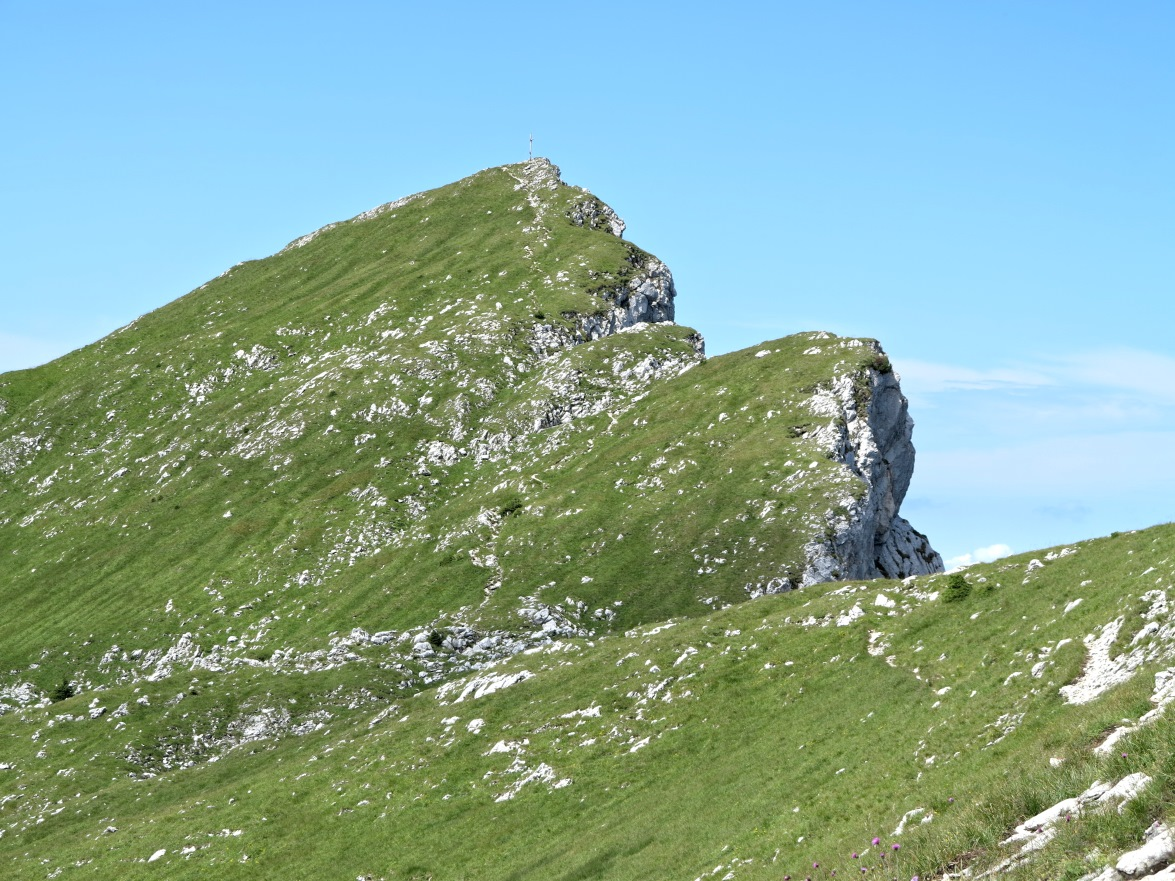

克雷赫山（德語：Krähe），是德國的山峰，位於該國南部，由巴伐利亞負責管轄，屬於阿爾高阿爾卑斯山脈的一部分，海拔高度2,010米，每年平均降雨量1,758毫米。